# Brasserie du Mont-Blanc
Brasserie du Mont-Blanc is een Franse brouwerij. De hoofdzetel is gevestigd in Les Houches, in het departement Haute-Savoie, maar de brouwerij bevindt zich in La Motte-Servolex in Savoie. Het bedrijf haalde een omzet van 11,8 miljoen euro in 2018.

## Geschiedenis
Brasserie du Mont-Blanc werd in 1999 opgericht door Sylvain Chiron, zoon enerzijds van de voorzitter van pastaproducent Alpina Savoie en anderzijds van een telg uit de familie van het Italiaanse pastamerk Lustucru. De merknaam gaat terug op een 19e-eeuwse brouwerij uit Sallanches. De siropenproducent Dolin investeerde mee in de brouwerij. In 2020 kocht Garibaldi Participations, de investeringstak van de Banque Populaire Auvergne Rhône Alpes, zich voor minder dan 10% in in het bedrijf. Op 18 september 2023 kondigde de Belgische brouwerij Duvel Moortgat de overname aan van Brasserie du Mont-Blanc.

## Producten
De brouwerij brouwt bieren met bronwater van de bron Enchapleuze op de flanken van de Mont Blanc. Het assortiment omvat witbier, blond bier, bruin bier, amber bier, India Pale Ale en gearomatiseerd bier (met génépi, met vossenbes en viooltjes, met blauwe bosbes). In 2010 lanceerde de brouwerij een cola, Alp'Cola, die nadien echter weer uit het gamma verdween.
Verschillende bieren ontvingen prijzen op de Concours Général Agricole, de World Beer Awards of de International Beer Challenge.

### Bieren

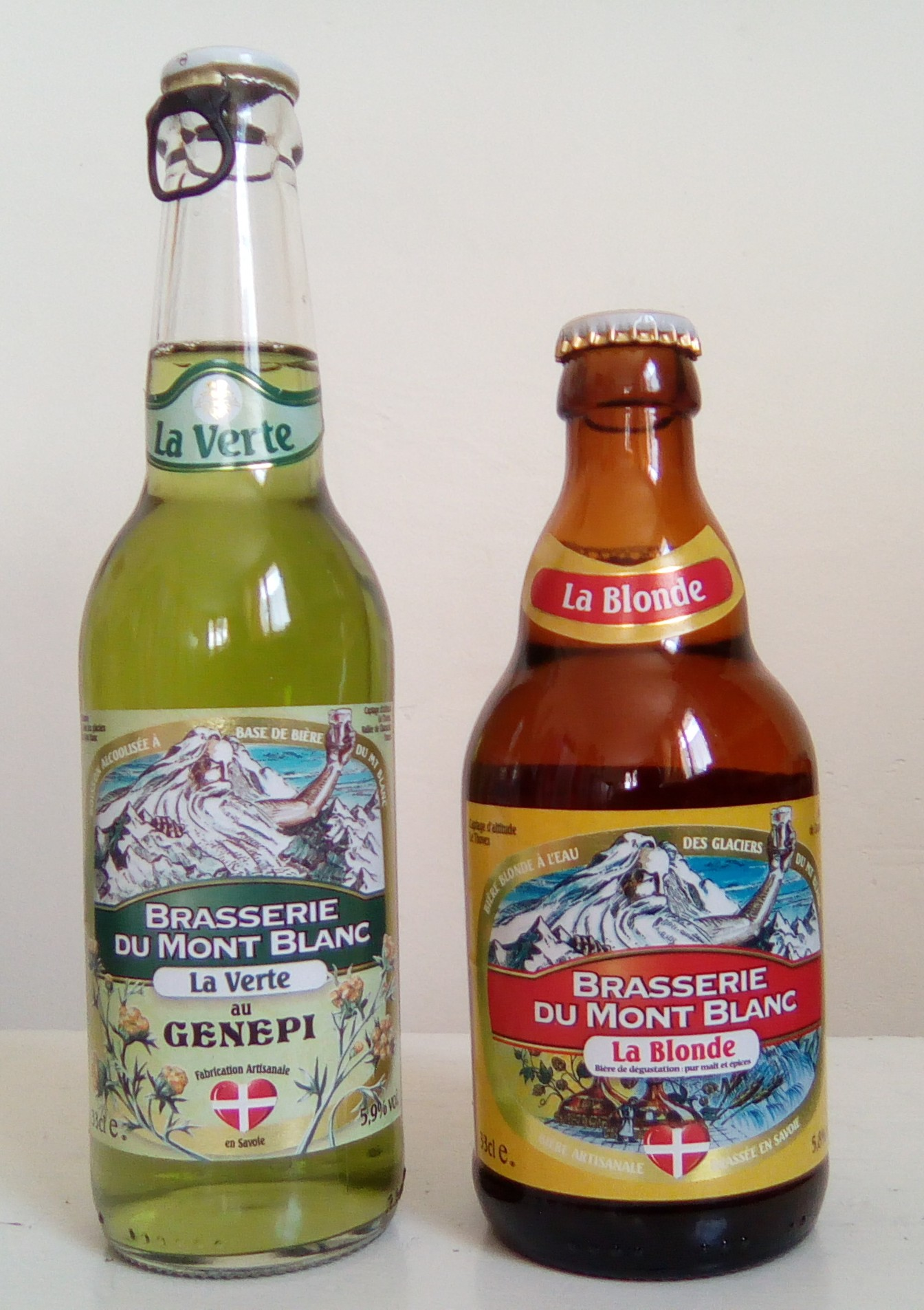
La Verte en La Blonde

- La Blanche
- La Bleue
- La Bleue Edition Liberté
- La Blonde
- La Cristal
- La Cristal IPA
- La Cristal I.P.A 0.0%
- La Rousse
- La Verte
- La Violette
- Sylvanus Blonde
- Sylvanus Triple
- Triple Epices